# おおぐま座47番星
おおぐま座47番星 (47 Ursae Majoris, 47 UMa) は約46光年の距離に位置するおおぐま座の恒星で、太陽とよく似た黄色の主系列星である。2010年現在3つの惑星（太陽系外惑星）の存在が確認されている。

## 概要
| 太陽 | おおぐま座47番星 |
| ---- | ---------------- |
| 太陽 | Exoplanet        |

質量は太陽と同程度だが、金属量は約110%とやや多い。スペクトル型はG1V、表面温度は5,855Kと太陽よりわずかに高い（太陽はスペクトル型G2V、表面温度5,780Kである）。絶対等級は+4.30で、これはおおぐま座47番星が太陽より1.6倍明るいことを意味する。
太陽と同様の主系列星にあたり、コア内部では水素をヘリウムに変換する核融合反応が起きている。星の年齢は彩層活動の程度から約60億歳と推定されている。ただし、恒星進化モデルに基づく推定では、より古い約87億年歳という値も出ている。

## 惑星系

おおぐま座47番星系の惑星軌道（黒）と太陽系の惑星軌道（青）の比較

1996年、アメリカ合衆国の天文学者ジェフリー・マーシーとポール・バトラーによりおおぐま座47番星を回る惑星の存在が明らかとなった。惑星を持つ恒星はその引力の影響を受けて僅かながら揺れが発生し、視線速度が周期的に変化する。その際に起こるドップラー効果によるスペクトル変化を調べることによって発見された（ドップラー偏移法）。
このおおぐま座47番星b (47 Ursae Majoris b) は、主系列星を公転する系外惑星としてはペガスス座51番星bとおとめ座70番星bに次いで3番目に発見された惑星であり、長い公転周期を持つ太陽系外惑星としては初めての発見である。これ以前に見つかっていたペガスス座51番星bは恒星に非常に近い軌道を回る灼熱の巨大ガス惑星で「ホット・ジュピター」と呼ばれるものであった。また、おとめ座70番星bは公転周期が120日と、ペガスス座51番星bほどではないが太陽系の巨大ガス惑星と比べてずっと短かった。おおぐま座47番星bの軌道は公転周期が長いということに加えて軌道離心率が小さいという点でも太陽系の巨大ガス惑星に似ている。質量は少なくとも木星の2.63倍で、公転周期は1,089日。太陽系に当てはめると火星軌道と木星軌道の中間に相当する。
第2の惑星、おおぐま座47番星c (47 Ursae Majoris c) はデブラ・フィッシャー、ジェフリー・マーシー、ポール・バトラーにより、2002年に同じ方法を用いて発見された。フィッシャーらの発表によると公転周期は2,594日。おおぐま座47番星bとの軌道の比率は太陽系における木星と土星の軌道の比率に酷似しており（約5:2）、質量比もおおよそ同程度である。
しかし、その後の測定で惑星cの存在は確認できなかった。6900日以上に渡る長期観測の分析が行われた結果、約2500日と発表されていた公転周期は誤りである可能性が高く、代わりに公転周期は7586日、軌道半径を7.73AUとするのが最も適当であると考えられた。ただし、この値も依然として非常に不確かなものだった。
2010年、フィリップ・グレゴリーとデブラ・フィッシャーは、おおぐま座47番星が惑星を3個持っていると仮定すると観測データをうまく解釈できることを発見した。このモデルでは、既知の2つの惑星の外に新たに第3の惑星（おおぐま座47番星d）が追加された。8000日程度とされていた惑星cの公転周期は、2500日程度に修正された。
この星系の生命居住可能領域（ハビタブルゾーン）の外側領域では地球型の岩石惑星はおおぐま座47番星bの重力の影響により崩壊してしまう可能性が高いが、内側領域であれば安定した軌道を保つことができるとシミュレーションされている。しかし、恒星からの距離が2.5AUを切る位置にこの巨大惑星が存在するため内側の惑星は形成を阻害され、その間に蓄積される水の量も減少すると考えられる。これは領域内に地球型惑星が誕生していたとしても、水がわずかしか含まれない小さな惑星となっているであろうということである。
| 名称 （恒星に近い順） | 質量                | 軌道長半径 （天文単位） | 公転周期 (日)    | 軌道離心率         | 軌道傾斜角 | 半径 |
| --------------------- | ------------------- | ----------------------- | ---------------- | ------------------ | ---------- | ---- |
| b (Taphao Thong)      | >2.53+0.07 −0.06 MJ | 2.10±0.02               | 1078±2           | 0.032±0.014        | —          | —    |
| c (Taphao Kaew)       | >0.54±0.07 MJ       | 3.6±0.1                 | 2391 +100 −87    | 0.098+0.047 −0.096 | —          | —    |
| d                     | >1.6+0.3 −0.5 MJ    | 11.6+2.1 −1.9           | 14002+4018 −5095 | 0.16+0.09 −0.16    | —          | —    |

## 名称
暗い星であり、神話や伝承に基づく固有名はなかった。
2015年に国際天文学連合によって太陽系外惑星系の名前の公募と投票が行われた際にこの星系も募集の対象となった。2015年12月15日、国際天文学連合より、タイ王国のアマチュア天文家団体 The Thai Astronomical Society が提案した以下の名称が選定されたことが発表された。
- 主星：Chalawan（チャラワン） - タイ王国の民話「クライトーン」に登場するワニの王チャーラワンに由来。
  - b：Taphao Thong（タパオ・トーン） - 「クライトーン」に登場するピチット領主の娘タパオトーンに由来。
  - c：Taphao Kaew（タパオ・ゲーオ） -「クライトーン」に登場するピチット領主の娘タパオゲーオ（タパオトーンの姉）に由来。